# Лавджой, Элайджа Периш
Элайджа Периш Лавджой (англ. Elijah Parish Lovejoy; 9 ноября 1802 — 7 ноября 1837) — американский пресвитерианский священник, журналист, редактор газет и аболиционист. В 1837 году он был убит сторонниками рабства, после чего стал мучеником в глазах аболиционистов. При жизни он был известен как защитник свободы слова и свободы печати. Брат политика Оуэна Лавджоя.
Лавджой родился в Новой Англии и окончил Уотервилл-колледж. Неудовлетворенный преподавательской карьерой, он увлекся журналистикой и решил отправится на запад. В 1827 году он добрался до Сент-Луиса в штате Миссури. По компромиссу 1820 года Миссури вошел в состав Соединённых Штатов как рабовладельческий штат. Лавджой работал редактором газеты, но на время вернулся на восток, чтобы учиться на священника в Принстонском университете. По возвращении в Сент-Луис он основал «St. Louis Observer», в котором он все больше критиковал рабство и интересы влиятельных людей, защищавших его. Столкнувшись с угрозами и жестокими нападениями, Лавджой решил перебраться в Олтон в Иллинойсе, который был свободным штатом. Однако этот город был экономически связан с торговлей по реке Миссисипи, легкодоступен для противников Лавджоя из Миссури и сильно расколот из-за аболиционизма.
В Олтоне Лавджой был смертельно ранен во время нападения толпы сторонников рабства. Толпа пыталась уничтожить склад, принадлежавший Уинтропу Сардженту Гилману и Бенджамину Годфри, где хранились печатный станок Лавджоя и аболиционистские материалы. По словам бывшего президента США Джона Куинси Адамса, убийство «[вызвало] шок, подобный землетрясению, по всей стране». Газета «Boston Recorder» писала, что «эти события вызвали во всех уголках страны взрыв негодования, подобного которому не было со времён битвы при Лексингтоне». Когда Джону Брауну сообщили об убийстве, он публично заявил: «Здесь, перед Богом, в присутствии этих свидетелей, с этого момента я посвящаю свою жизнь уничтожению рабства». Лавджоя часто считают мучеником за дело аболиционистов и свободной прессы. Памятник Лавджою был воздвигнут в Олтоне в 1897 году.